# Vincent Lopez
Vincent Lopez (ur. 30 grudnia 1895, zm. 20 września 1975) – amerykański lider zespołu i pianista.

## Wyróżnienia
Ma swoją gwiazdę w hollywoodzkiej Alei Gwiazd.